# Сопоцкинский район
Сопо́цкинский район (бел. Сапоцкінскі раён) — административно-территориальная единица в Белорусской ССР в 1940—1959 годах, входившая в Белостокскую область, с 1944 года — в Гродненскую область.
Сопоцкинский район с центром в городском посёлке Сопоцкин был образован в Гродненской области 15 января 1940 года. 12 октября 1940 года разделён на 12 сельсоветов. 20 сентября в связи с упразднением Белостокской области передан в состав Гродненской области. 16 августа 1945 года Липский сельсовет передан Польше, в 1950 и 1954 годах пересматривалось деление района на сельсоветы. 10 марта 1959 года район ликвидирован, вся его территория присоединена к Гродненскому району.
Сельсоветы
- Барановичский (1954—1959),
- Богатырский (1940—1959),
- Воловичевский (1940—1954, переименован в Рачицкий),
- Голынковский (1940—1959),
- Липский (1940—1945),
- Лойковский (1940—1959),
- Лососновский (1940—1954, переименован в Барановичский),
- Наумовичский (1940—1959),
- Новиковский (1940—1959),
- Рачицкий (1954—1959),
- Ригаловский (1940—1950),
- Сильвановецкий (1940—1959),
- Соничский (1940—1959),
- Старобогатырский (1940—1950).